# The Good Doctor (5.ª temporada)
A quinta temporada da série de televisão de drama médico The Good Doctor foi ordenada em 3 de maio de 2021 pela American Broadcasting Company (ABC), estreou em 27 de setembro de 2021 e foi concluída em 16 de maio de 2022, contando com 18 episódios. A temporada foi produzida pela Sony Pictures Television e ABC Signature em associação com Shore Z Productions e 3AD Media, com Daniel Dae Kim, Erin Gunn, David Kim e Sebastian Lee como produtores executivos e David Shore servindo como o showrunner e produtor executivo. A temporada foi ao ar na temporada de transmissão de 2021-22 às noites de segunda-feira às 22h00, horário do leste dos EUA.
Essa é a primeira temporada a não contar com o membro do elenco original Antonia Thomas como Dra. Claire Browne no elenco principal, cuja partida foi anunciada no final da temporada anterior. Também é a primeira temporada a contar com Bria Samoné Henderson, Noah Galvin e Osvaldo Benavides no elenco principal. Henderson e Galvin foram promovidos após participações recorrentes na temporada anterior, enquanto Benavides se juntou ao elenco depois de participar do season finale da quarta temporada.
A quinta temporada é estrelada por Freddie Highmore como Dr. Shaun Murphy, Fiona Gubelmann como Dra. Morgan Reznick, Will Yun Lee como Dr. Alex Park, Christina Chang como Dra. Audrey Lim, Paige Spara como Lea Dilallo, Hill Harper como Dr. Marcus Andrews, Richard Schiff como Dr. Aaron Glassman, Bria Samoné Henderson como Dra. Jordan Allen, Noah Galvin como Dr. Asher Wolke e Osvaldo Benavides como Dr. Mateo Rendón Osma.
A temporada terminou com uma média de 6.80 milhões de espectadores e ficou classificada em 33.º lugar na audiência total.

## Enredo
A série segue Shaun Murphy, um jovem cirurgião autista com síndrome de savant da cidade de tamanho médio de Casper, Wyoming, onde teve uma infância conturbada. Ele se muda para San Jose, Califórnia, para trabalhar no prestigiado Hospital San Jose St. Bonaventure.

## Elenco e personagens
| - Freddie Highmore como Dr. Shaun Murphy - Fiona Gubelmann como Dra. Morgan Reznick - Will Yun Lee como Dr. Alex Park - Christina Chang como Dra. Audrey Lim - Paige Spara como Lea Dilallo - Bria Samoné Henderson como Dra. Jordan Allen - Noah Galvin como Dr. Asher Wolke - Osvaldo Benavides como Dr. Mateo Rendón Osma - Hill Harper como Dr. Marcus Andrews - Richard Schiff como Dr. Aaron Glassman | - Rachel Bay Jones como Salen Morrison - Elfina Luk como Dalisay Villanueva - Hollis Jane Andrews como Sophie - Antonia Thomas como Claire Browne |

Notas
1. ↑  Creditado apenas nos primeiros 4 episódios

## Episódios
| N.º na série | N.º na temp. | Título                    | Dirigido por        | Escrito por                                                                                                  | Exibição original       | Audiência (milhões) |
| --- | ------------ | ------------------------- | ------------------- | --- | ----------------------- | ------------------- |
| 77 | 1            | "New Beginnings"          | Mike Listo          | David Shore e Liz Friedman                                                                                   | 27 de setembro de 2021  | 3.99                |
| Durante uma amigdalectomia de rotina, Shaun descobre que um menino, Jordan, tem câncer cervical na garganta, que adquiriu no útero de sua mãe solteira, Sarah. Enquanto o tratamento de Jordan pode esperar, Sarah precisa de uma histerectomia radical imediata, mas ela se recusa porque não tem ninguém em quem confiar. Park finalmente convence Sarah a fazer as pazes com seu irmão Nick e a fazer a cirurgia. Atormentada pelo medo de que o casamento dela e Shaun dê errado, Lea planeja a festa de noivado dela e de Shaun, que se transforma em um desastre depois que um Glassman deprimido fica bêbado e faz papel de bobo. Reconhecendo que deixar Lea assumir o fardo sozinha é errado, Shaun promete trabalhar com ela nos planos do casamento como casal. Mateo chega à América após ter suas acusações retiradas e ele segue um relacionamento romântico com Lim. Mateo dá a ela uma sugestão útil para reduzir os problemas com a histerectomia de Sarah, e Lim oferece a ele um emprego como médico assistente, independentemente dos desejos do conselho do hospital. Ao mesmo tempo, Andrews, Morgan, Jordan e Asher tratam Salen Morrison, uma paciente clínica cujo comportamento continuamente bizarro atrapalha seus esforços para tratá-la. Os quatro finalmente percebem que ela está apenas brincando com eles e Salen admite que ela estava propositalmente exagerando seus sintomas de esclerodermia para testar que tipo de pessoa são os médicos de St. Bonaventure, tendo encontrado uma série de médicos ruins no passado. Glassman mais tarde informa Lim que o hospital foi comprado por Salen, que foi o propósito dela secretamente testar a equipe. |              |                           |                     | |                         |                     |
| 78 | 2            | "Piece of Cake"           | Tim Southam         | Tracy Taylor & David Hoselton                                                                                | 4 de outubro de 2021    | 3.73                |
| A equipe precisa se ajustar a Salen e sua empresa, a Ethicure, assumindo o hospital e tratando os pacientes como clientes; desejando uma mudança em sua vida, Glassman considera renunciar e passar para outra coisa, mas ele acaba aceitando um acordo para continuar trabalhando para Salen em troca de ela dobrar o orçamento de sua clínica. Andrews, Jordan e Mateo tratam Madeline, uma jovem que é diagnosticada com câncer terminal. Por sugestão de Shaun e com o apoio de Lim, Mateo a trata com um tratamento experimental de células T, enquanto Andrews é removido do caso por sua contínua discordância com o tratamento na frente de Salen. Madeline luta com o retorno de sua mãe biológica, que foi forçada a deixá-la para trás anos antes e retornar ao seu país de origem. Os dois começam uma reconciliação com o incentivo de Mateo, mas Salen castiga Lim e Mateo por priorizar o caso de Madeline sobre seus outros "clientes". Morgan e Park tratam Abby, uma nova mãe que está na prisão por assassinar seu primeiro filho, apesar de suas alegações de inocência. Park se convence de que Abby é inocente mesmo depois que sua nova filha, Maggie, desenvolve os mesmos sintomas de envenenamento por anticongelante de que seu filho Troy morreu, enquanto Morgan acredita que ela é culpada. Depois de um interrogatório improvisado sob anestesia, Morgan muda de ideia e ajuda Shaun e Park a descobrir que os bebês têm uma doença metabólica genética que foi exacerbada sem saber por Abby ao amamentá-los. Maggie é salva enquanto os médicos informam às autoridades que Abby foi exonerada do assassinato de Troy. Shaun se esforça para escolher um bolo para seu casamento, enquanto Lea se esforça para instalar um novo sistema excessivamente complicado. Shaun finalmente decide sobre um bolo de várias camadas feito de todas as opções, enquanto Lea convence Salen a deixá-la programar um sistema melhor para o hospital. No entanto, algumas das mudanças no hospital acabam deixando Shaun em uma sobrecarga sensorial no final do dia. |              |                           |                     | |                         |                     |
| 79 | 3            | "Measure of Intelligence" | Anne Renton         | Adam Scott Weissman & Thomas L. Moran                                                                        | 11 de outubro de 2021   | 3.74                |
| Andrews, Park e Mateo tratam uma paciente que tem um chip colocado na cabeça como parte de uma operação realizada por outro médico, mas a empresa responsável quer retirá-lo dela. Shaun, Wolke, Jordan e Lim tratam um homem que machucou gravemente o rosto após bater com a bicicleta. Ambas as equipes enfrentam desafios para convencer Salen de que vale a pena fazer suas abordagens, no entanto, apesar de algumas falhas, Andrews aceita a solução de Mateo e convence Salen. Lea descobre que Shaun planejava convidar sua mãe e se sente em conflito sobre como educá-lo. Shaun confronta Salen sobre as muitas mudanças que ela implementou no hospital, principalmente toalhas e uniformes de cirurgia. Salen surpreendentemente concorda em cumprir as exigências de Shaun. No caminho do hospital, Lim e Mateo veem um outdoor do lado de fora do hospital, patrocinando diferenças com a foto de Shaun. |              |                           |                     | |                         |                     |
| 80 | 4            | "Rationality"             | David Straiton      | Peter Blake & Tristan Thai                                                                                   | 25 de outubro de 2021   | 4.10                |
| Shaun, Andrews e Mateo tratam Holly, uma jovem cujo pai, Walt, a autodiagnosticou com miopatia visceral; depois que Walt prova estar certo, Salen ordena que a equipe o trate como um médico consultor, colocando-o em desacordo com Shaun, que é desdenhoso e rude com ele, eventualmente ralhando com ele. Andrews remove Shaun do caso como resultado, mas ele reconhece que Shaun era inapropriado, mas estava certo. Embora a equipe quase tenha que remover a maior parte dos intestinos de Holly, Shaun surge com a solução de inserir um tubo de alimentação em seu cólon para aliviar a pressão, permitindo que o tratamento sugerido por Walt funcione. Morgan e Park tratam Gina, que precisa desesperadamente de um transplante de pulmão, e os dois discutem se devem ou não permitir que o filho de Gina, Henry, atue como um doador vivo contra sua vontade. Mais tarde, Morgan revela que tem feito tratamentos hormonais para congelar seus óvulos e expressa dúvidas sobre se ela seria ou não uma boa mãe; embora Park não tenha certeza sobre sua decisão, ele começa a ajudar Morgan a fazer os tratamentos. Shaun tenta fazer com que Salen remova o outdoor e concorda em pensar sobre isso por 48 horas e, a pedido de Lea, Glassman intervém sobre o assunto, concordando em fazer algumas entrevistas em troca de Salen removê-lo. Holly revela que ela foi inspirada a buscar a ajuda de Shaun ao ver o outdoor, e Shaun concorda em deixar Salen continuar se ela consertar uma falha em sua imagem. Depois que Shaun muda de ideia, Salen usa isso como prova para Glassman de que ele não precisa ser mimado e é mais forte para lidar com isso sozinho. Ao voltar para casa, Glassman descobre que Lea consertou o carro clássico em que ele estava trabalhando e Glassman sai em uma viagem. |              |                           |                     | |                         |                     |
| 81 | 5            | "Crazytown"               | Rebecca Moline      | Sam Chanse & Jessica Grasl                                                                                   | 1 de novembro de 2021   | 3.64                |
| Shaun, Jordan e Park tratam o Sr. Song, uma vítima de um crime de ódio que é diagnosticado com um tumor cerebral; depois de saber que a cirurgia para removê-lo resultará em fraqueza permanente, ele recusa o tratamento e as tentativas de Park e Jordan de fazê-lo mudar de ideia fracassam. Depois que a condição do Sr. Song piora, a franca honestidade de Shaun convence sua filha a aprovar a cirurgia contra sua vontade como sua procuradora médica; noventa e oito por cento do tumor é removido e o Sr. Song fica com uma fraqueza permanente em seu lado esquerdo, mas ele aceita e respeita a decisão de sua filha. Lim e Asher tratam de Rosa, uma ex-namorada de Mateo que está atualmente na Guatemala em missão médica; Andrews mais tarde transfere Rosa para o hospital municipal, convencido de que Lim está deixando suas emoções atrapalharem com Asher tentando convencer Lim a não arriscar sua carreira por Mateo. Lim opera com sucesso Rosa no outro hospital, mas descobre detalhes sobre o relacionamento fracassado de Mateo e Rosa que refletem sua saída repentina e ignorar suas ligações; como resultado, Lim deixa uma mensagem de voz para Mateo terminando com ele. Morgan tenta fazer Park se elevar aos olhos da comunidade médica, mas Park está feliz onde está atualmente e se preocupa com o impacto das ambições de Morgan sobre o futuro juntos. Shaun vai às compras de smoking, mas é assombrado por Glassman, que continua suas férias. Depois de descobrir que tem o índice de aprovação mais baixo do departamento, Shaun tenta melhorar sua pontuação sem sucesso; Lea mais tarde exclui secretamente várias críticas mordazes de Shaun, melhorando sua classificação. Salen convida Andrews para jantar, e ele aceita. |              |                           |                     | |                         |                     |
| 82 | 6            | "One Heart"               | Sarah Wayne Callies | April Fitzsimmons & David Renaud                                                                             | 15 de novembro de 2021  | 3.69                |
| Shaun, Asher e Lim tratam Brandon, um jovem que sofreu uma queda severa, deixando Brandon com ferimentos internos extremos. Ao mesmo tempo, Park trata Ollie, um menino que precisa de um transplante de coração para sobreviver, ao qual Brandon é compatível; como resultado, Park e Shaun entram em conflito sobre seus desejos de salvar seus respectivos pacientes com Shaun indo tão longe a ponto de ameaçar denunciar Park e Park fica furioso quando uma tentativa fracassada de Shaun para salvar Brandon aparentemente arruína seu coração. Depois de finalmente aceitar que Brandon não pode ser salvo, Shaun descobre uma maneira de salvar seu coração usando bordados e Ollie é salvo junto com outras sessenta e duas pessoas graças aos órgãos de Brandon. Morgan trata Nira, que tem um tumor óptico e potencial para se tornar um grande doador para o hospital, o que Morgan aproveita para fazer um acordo com Salen para se tornar a nova chefe da clínica. No entanto, para torná-lo lucrativo, Morgan é forçada a usar um procedimento menos caro que economiza apenas cinquenta por cento da visão de Nira, algo que parece assombrá-la. Andrews continua seu relacionamento com Salen enquanto Lea visita Glassman em Paradise, Montana, onde ele se recusa a retornar e reafirma a Lea que ela está pronta para se casar com Shaun e ser a pessoa lá para ele, em vez de Glassman. Shaun e Park optam por não deixar que o caso se interponha entre sua amizade, enquanto o relacionamento tenso de Brandon com seu pai lembra Asher de seu relacionamento distante com seu próprio pai; como resultado, Asher finalmente lê uma carta que seu pai lhe havia enviado, que está implícita em conter coisas boas. |              |                           |                     | |                         |                     |
| 83 | 7            | "Expired"                 | Mike Listo          | Jim Adler & Mark Rozeman                                                                                     | 22 de novembro de 2021  | 4.22                |
| Glassman recebe uma visita surpresa de sua ex-mulher, Ilana Reeves, que quer que ele dê uma olhada em seu novo marido, Sunil, que tem demência de Lewy Body e sinais de um tumor. Ele está hesitante, mas decide tentar. Ilana o perdoa pela morte de sua filha e o aconselha a ficar em San Jose para Shaun. Glassman decide operar Sunil e remove seu tumor com sucesso. Depois de procurar uma igreja para o casamento, Shaun e Lea se deparam com um acidente com vários veículos. No St. Bonaventure, Shaun e Lim tratam uma mulher grávida envolvida, Alma Garcia, que está com 26 semanas de gravidez. Ela é forçada a dar à luz cirurgicamente, mas o remédio para tratar o bebê prematuro expirou. Apesar de Shaun improvisar, o bebê morre devido à falta de oxigênio. Lim confronta Salen sobre a escassez de medicamentos, mas ela a avisa com "discrição" até que uma investigação seja finalizada. Shaun hiperventila com fatores do medicamento vencido e Lea deleta suas avaliações ruins de hospitais, e é consolado por Glassman. |              |                           |                     | |                         |                     |
| 84 | 8            | "Rebellion"               | Gary Hawes          | Thomas L. Moran                                                                                              | 28 de fevereiro de 2022 | 3.44                |
| Salen demitiu o farmacêutico e fez com que ele assinasse um acordo de confidencialidade. Lim decide abrir um caso contra ela, descobrindo que o hospital ainda não foi totalmente tomado por Salen. Salen mais tarde a ameaça dizendo que ela vai se lembrar de sua traição por trás de suas costas. Lim, Murphy e Parke tratam Phil Hall, que bateu seu carro em uma árvore após um encontro fracassado. Shaun se vê incapaz de perdoar Lea e tenta evitá-la. Tanto ela quanto Glassman tentam convencê-lo a dar a ela uma segunda chance, o que Shaun eventualmente faz, mas estraga tudo ao trazer à tona algo que Lea disse, o que a incomoda novamente. |              |                           |                     | |                         |                     |
| 85 | 9            | "Yippee Ki-Yay"           | Dinh Thai           | David Hoselton & Adam Scott Weissman                                                                         | 7 de março de 2022      | 3.48                |
| Depois de sua briga com Shaun, Lea bate de frente com Jordan, que implora a Shaun que deixe de lado suas dúvidas sobre Lea. Lim, rebaixada de seu cargo de chefe de cirurgia que é devolvido a Andrews, recebe uma oferta de emprego de outro hospital, mas ela recusa; em vez disso, ela convoca alguns dos outros médicos para ajudá-la a derrubar Salen; Park e Glassman concordam em participar enquanto Shaun, Jordan e Morgan se recusam. A equipe trata Nelly, uma cantora pop que é forçada a usar um aparelho eletrônico para falar. Embora Shaun tente dizer a ela e à equipe que a cirurgia para restaurar sua voz é muito arriscada, ela opta por fazê-la de qualquer maneira e quase morre na mesa, mas sobrevive. Eles também tratam Joe, um homem que cuida de Cody, seu filho com síndrome de Kabuki. Joe decide se submeter a uma cirurgia que, se bem-sucedida, restauraria o uso de seu braço, mas o deixa tetraplégico. Cody sofre um ataque de pânico, que o leva para a UTI. Morgan descobre um pequeno tumor no pâncreas de Cody que, uma vez removido, permite que ele ande. Shaun e Lea se reconciliam e continuam seu relacionamento; desgostoso com a forma como Salen mudou Andrews para pior, Shaun desiste em vez de permitir que ela o influencie por um caminho sombrio. |              |                           |                     | |                         |                     |
| 86 | 10           | "Cheat Day" "Sacrifice"   | Mike Listo          | Tracy Taylor & Peter Blake                                                                                   | 14 de março de 2022     | 3.66                |
| Glassman e Lea encorajam Shaun a continuar trabalhando para proteger sua reputação, o que ele faz, prometendo se concentrar na medicina. Voltando ao trabalho, Shaun ajuda Park com um homem que machucou a cabeça, mas depois descobrem que ele sofre de câncer devido a um fígado doado por seu amigo. Salen impede Lim e seu esquema de apoiadores fazendo com que ela e Glassman sejam imediatamente demitidos e a residência de Asher e Park seja encerrada. Andrews garante a Lim que está do lado deles contra Salen. Asher e Jordan tratam uma mãe de aluguel que está dando à luz, que é complicada por um tumor; junto com Andrews, eles conseguem realizar uma cirurgia para salvar ela e o bebê. Uma cirurgia bem-sucedida concede ao paciente de Shaun e Park com câncer de fígado mais meses de vida. Shaun decide se juntar à rebelião de Lim e faz um discurso na conferência dos investidores de pensão. Salen já disse que pretende demitir a diretoria do hospital após a conferência da pensão. No entanto, enquanto se reúne para a conferência, Andrews a confronta com seus tratamentos anteriores que falharam, forçando-a a renunciar e deixar o St. Bonaventure em vez de divulgar esses detalhes. Andrews se torna o presidente do hospital e reintegra os ex-funcionários. |              |                           |                     | |                         |                     |
| 87 | 11           | "The Family"              | Mina Shum           | David Renaud & Jessica Grasl                                                                                 | 21 de março de 2022     | 3.84                |
| Andrews reintegra Lim como Chefe de Cirurgia, mas ele é forçado a fechar a clínica após a revelação de Morgan a Nira. Como resultado, Morgan trabalha para se tornar uma pessoa melhor antes de encontrar uma maneira de salvar a clínica enquanto a devolve a Glassman, reconhecendo que ela ainda não está pronta para a responsabilidade. A família Liu chega ao hospital após sofrer um grave acidente de carro, forçando Lim, Andrews e Glassman a trabalharem juntos para salvar os pais. No entanto, os três médicos lutam devido à raiva um do outro sobre como lidaram com a situação de Salen; os três eventualmente se reconciliam e se unem para salvar a vida de Elaine Liu. Shaun trata Isla Liu que se une a ele e Shaun se abre para Isla sobre a morte de Steve enquanto a conforta. Quando Isla piora, Shaun é forçado a operá-la apenas com a ajuda de Jordan e consegue estabilizar Isla até que Andrews possa assumir. Shaun e Lea decidem adiar o casamento por enquanto, mas Shaun faz para Lea um anel de espaço reservado, inspirado em Isla. No final do dia, Andrews, Lim e Glassman bebem juntos, enquanto Shaun continua relutante em formar conexões pessoais com seus pacientes, apesar da ligação com Isla. |              |                           |                     | |                         |                     |
| 88 | 12           | "Dry Spell"               | Bosede Williams     | Sam Chanse & April Fitzsimmons                                                                               | 28 de março de 2022     | 3.86                |
| Shaun tenta elaborar um plano para fazer sexo com Lea após um hiato de nove dias, buscando conselhos de seus colegas e de Glassman. Lim, Park e Asher tratam de Mariel Torres, que desmaiou no aeroporto, que eles descobrem ter um fungo nos pulmões. Durante a cirurgia, ele estoura e começa a vazar para o sistema sanguíneo, adiando uma cirurgia secundária nos rins. Torres revela ao seu namorado que ela é uma imigrante indocumentada, e ele se distancia antes de perdoá-la e voltar ao seu lado. Shaun e Jordan tratam Brenna, professora de Stanford de 45 anos, que tem hemorroidas. Mais tarde, ela sai de seu quarto e Jordan descobre que ela é virgem e deveria ter um encontro com um ex-amigo de estudos. Ela arranja para ele vir ao hospital para eles fazerem sexo. Glassman pede a Andrews que ouça sua própria equipe com reclamações sobre as condições do hospital, depois que ele se isolou para se concentrar na recuperação econômica. Asher é convidado para sair pelo enfermeiro Jerome. |              |                           |                     | |                         |                     |
| 89 | 13           | "Growing Pains"           | Cayman Grant        | Jim Adler | 4 de abril de 2022      | 3.66                |
| Asher e Shaun tratam Trent, de 17 anos, que está com uma infecção em um dos dedos devido a um implante de biohacking. Seus esforços para tratar suas dores de crescimento são prejudicados pelo relacionamento problemático de Trent com sua mãe, como resultado de seu pai os deixar. Embora ela seja cética em relação aos interesses dele, a mãe de Trent acaba permitindo que ele se submeta a uma operação experimental proposta por Shaun para que Trent mantenha sua mão. Quando Lea pede ajuda a Jordan em relação a um projeto de sensor, Shaun vem com um conjunto de regras para ela seguir enquanto estiver em sua casa. Reznick aborda Glassman para obter ajuda em relação a um procedimento de operação controverso para Kayla Quinn, que ele relutantemente concorda em fazer; apenas para a operação ser interrompida pelo irmão de Quinn, Justin, que também atua como seu conservador. Ao saber que o irmão de Kayla tem controlado sua vida, Reznick tenta convencê-lo a aceitar a operação, mas é preciso um ataque de Kayla contra seu próprio irmão para que ele aceite a realidade de seus desejos. Park e Reznick consideram comprar um novo lugar para eles, enquanto Morgan está com tudo; Park está hesitante devido a questões de dinheiro, o que Morgan eventualmente deduz como ele se orgulha demais de si mesmo. |              |                           |                     | |                         |                     |
| 90 | 14           | "Potluck"                 | Rebecca Moline      | Mark Rozeman                                                                                                 | 11 de abril de 2022     | 3.99                |
| Depois de um jantar no hospital, a maioria da equipe começa a agir de forma estranha, deixando Glassman, Shaun, Morgan e Jordan no comando; Morgan, Lea e Asher finalmente percebem que Asher e Jerome acidentalmente usaram cogumelos mágicos em sua batata-doce. Durante esse tempo, Asher fica inseguro quando Jerome não quer que ele conheça seus amigos da faculdade, Park está preocupado que ele e Morgan sejam muito opostos ao trabalho, Lim alucina cobras e Andrews pensa que ele é o Homem-Aranha. As diferentes maneiras de fazer as coisas de Shaun e Glassman fazem com que eles entrem em conflito até que Jordan sugira que ambos poderiam aprender muito com os métodos um do outro; durante uma cirurgia complicada, Glassman dá a Shaun a liderança depois que ele apresenta uma solução inovadora para salvar seu paciente enquanto Jordan faz sua primeira cirurgia solo quando Park precisa de uma apendicectomia de emergência. No final, Morgan e Park encontram uma solução para sua discussão sobre sua poltrona reclinável, mas Morgan guarda para si as preocupações anteriores de Park sobre seu relacionamento, enquanto Jerome admite que tem medo de mostrar a Asher seu lado menos sério, que Asher, tendo que viver uma vida principalmente rígida, espera desfrutar. Andrews e Lim se abrem um para o outro e depois assistem ao Homem-Aranha 2 juntos. |              |                           |                     | |                         |                     |
| 91 | 15           | "My Way"                  | Aaron Rottinghaus   | Adam Scott Weissman & Tristan Thai                                                                           | 18 de abril de 2022     | 3.77                |
| Lim e Shaun atendem uma senhora idosa, Joan, que está com um pulmão de ferro, que está programada para fazer uma cirurgia pulmonar quando o pulmão de ferro falha repentinamente. Lea sai com a colega de quarto de Joan, Sophie, para encontrar peças de reposição para consertar o pulmão de ferro, fazendo um grande esforço para conseguir um motor de um Chevrolet 1938. Apesar do pulmão já estar consertado, Joan está sofrendo de um arrebatamento em um de seus pulmões internos. Depois de uma operação, ela reluta em continuar com a cirurgia. Sophie consegue convencê-la do contrário, deixando-a conhecer os alunos que ela deu palestras, contando como ela os inspirou. Andrews e Reznick tratam de um menino, Kevin, que se machucou em sua casa só para meninos. Andrews suspeita que ele está sendo abusado, mas Kevin está retraído sobre o assunto. Eles se unem por um interesse comum de pintores e suas obras de arte. Kevin arranca deliberadamente os pontos para ficar mais tempo no hospital. Andrews tenta ter certeza de que Kevin será cuidado e, mais tarde, descobre que ele tem dislexia como ele. Ele permite que Kevin fique mais uma semana enquanto um novo lar adotivo é encontrado para ele. |              |                           |                     | |                         |                     |
| 92 | 16           | "The Shaun Show"          | David Straiton      | Tracy Taylor                                                                                                 | 2 de maio de 2022       | 3.68                |
| Enquanto uma equipe de filmagem segue Shaun e Lea, Shaun e Park são testados para ver se estão ou não preparados para se tornarem atendentes, com os dois assumindo o papel de atendentes em casos cirúrgicos separados e sendo avaliados em seu desempenho. Um incêndio deixa Shaun tratando Dana Bradley por queimaduras faciais e Park tratando Grant Ferlin, um bombeiro, por uma fratura na coluna; Shaun comete um erro durante o desbridamento de Dana, piorando sua condição, enquanto Grant recusa uma fusão espinhal, pois isso acabaria com sua carreira. Simpático a Grant, Park pede a ajuda de Lim para realizar uma cirurgia alternativa, mas ele é forçado a passar pela fusão espinhal quando a condição de Grant se deteriora, perturbando os dois homens. Shaun é assombrado por seu erro enquanto Dana e sua filha lutam com seu rosto mutilado; Sophie e Jordan convencem os dois de que isso só os tornará mais fortes no final. Shaun e Jordan corrigem com sucesso seu erro e Shaun permite que Sophie mantenha a filmagem depois que Jordan diz a ele que o erro de Shaun só aumenta seu respeito por ele. Depois de ter vários problemas, a enfermeira Villanueva admite a Lim que é vítima de violência doméstica e Lim promete ajudá-la. A equipe dá uma festa para Shaun e Lea, onde Claire faz uma aparição surpresa para cantar para eles. |              |                           |                     | |                         |                     |
| 93 | 17           | "The Lea Show"            | Steven Paul         | David Hoselton & David Renaud                                                                                | 9 de maio de 2022       | 3.08                |
| O documentário de Sophie muda o foco para Lea e seu plano de casamento. Claire retorna temporariamente ao hospital para ajudar na cirurgia de tumor de um menino, Lucho, que ela trouxe da Guatemala para melhor atendimento. Andrews e Lim dividem os médicos em equipes para remover os tumores no cérebro, coração e rins de Lucho. Após a primeira cirurgia, Shaun conclui que eles deveriam ter operado o cérebro de Lucho primeiro, admitindo que Lucho poderia morrer. Ao passar por um clube de strip, Shaun percebe que eles poderiam usar lasers para ajudar na cirurgia, que foi um sucesso. Claire diz a Lim que foi oferecida a ela o cargo de chefe de cirurgia na Guatemala, mas continua hesitante. Lim ainda a incentiva a assumir o cargo, lembrando que Claire a ajudou a ser uma líder melhor. Shaun e Lea cancelam o casamento no último segundo, concordando que o estilo não é para eles. A enfermeira Villanueva oferece sua demissão a Lim, que recusa e pede que ela more temporariamente com ela, o que Villanueva aceita. |              |                           |                     | |                         |                     |
| 94 | 18           | "Sons"                    | Steven Paul         | História por : Jessica Grasl & Nathalie Touboul Roteiro por : David Shore & Jessica Grasl & Nathalie Touboul | 16 de maio de 2022      | 3.45                |
| Park e Morgan tratam Steph, uma jovem que ficou paralisada por um derrame anos antes, e uma operação para corrigir seus problemas pulmonares resulta em Steph perdendo o controle limitado que ela ainda tinha sobre a mão direita. Morgan tem a ideia de usar um dispositivo conectado ao cérebro de Steph para permitir que ela se comunique, contando com a ajuda de Lea para programá-lo com a própria voz de Steph; a cirurgia prova ser bem sucedida. Ao mesmo tempo, o pai distante de Asher, Yosel, chega ao hospital, buscando a ajuda de seu filho para tratar seu câncer de pulmão terminal; Shaun apresenta um tratamento que pode dar a Yosel até um ano, mas ele só tem dias ou semanas de vida. Depois que Jordan chama Asher por sua falta de empatia por seu pai, Asher convence sua mãe a honrar os desejos de Yosel de ir para casa para morrer; antes de ele partir, Asher e Yosel finalmente fazem as pazes um com o outro. Morgan recebe uma oferta de emprego em Nova York e se vê em conflito, mas ela decide aceitar com Park escolhendo apoiá-la depois de conversar com Lim. Shaun e Lea finalmente se casam em uma cerimônia organizada por Glassman no telhado do hospital, presidida por Andrews e com a presença de seus amigos; Glassman e Shaun reconhecem seu próprio relacionamento pai-filho enquanto se preparam. Durante o casamento, Lim e Villanueva são esfaqueados pelo perseguidor de Villanueva, Owen, deixando seus destinos desconhecidos. |              |                           |                     | |                         |                     |

## Produção

### Desenvolvimento
Em 3 de maio de 2021, a ABC renovou a série para uma quinta temporada, que estreou em 27 de setembro de 2021. As filmagens para a quinta temporada estiveram programadas para começar a produção em 16 de agosto de 2021 e terminar em 29 de abril de 2022.

### Casting
Em 7 de junho de 2021, data da final da quarta temporada, foi anunciado que Antonia Thomas, intérprete de Claire Browne, estaria deixando o programa e não retornaria para a próxima temporada. Em 24 de maio de 2021, foi anunciado que Noah Galvin e Bria Samoré Henderson haviam sido promovidos ao elenco principal da série, após participações recorrentes na quarta temporada. Em 7 de junho de 2021, Osvaldo Benavides foi anunciado como o novo membro do elenco principal, depois de fazer uma participação no final da temporada anterior. Em 23 de agosto de 2021, foi anunciado que Rachel Bay Jones havia se juntado ao elenco recorrente, porém detalhes sobre sua personagem não foram revelados.
Em 26 de outubro de 2021, depois de 4 episódios terem ido ao ar, foi anunciado que a mais nova adição do elenco estava deixando a série. Osvaldo Benavides foi creditado como parte do elenco principal nos 4 episódios e não retornou mais ao programa, apesar de estar prevista um arco para a saída do personagem recém chegado. Em 3 de março de 2022, foi anunciado que Antonia Thomas retornaria como a Dra. Claire Browne para um arco de alguns episódios. Detalhes sobre o enredo não foram revelados. Em sua entrevista ao Deadline em junho de 2021, Thomas indicou que adoraria reprisar seu papel como uma estrela convidada no futuro: "Com certeza. Com certeza", disse ela ao Deadline na época. "Eu tive conversas com Freddie sobre voltar, e absolutamente, sim... Não foi uma decisão fácil para mim sair, então eu adoraria voltar de vez em quando e dizer oi, trazer as habilidades de Claire da Guatemala e suas histórias. Estou muito ansiosa por isso."

## Recepção

### Audiência
| №  | Título                    | Exibição original       | Rating/share (18–49) | Audiência (em milhões) | DVR (18–49) | Audiência em DVR (milhões) | Total (18–49) | Audiência total (em milhões) | Ref(s) |
| -- | ------------------------- | ----------------------- | -------------------- | ---------------------- | ----------- | -------------------------- | ------------- | ---------------------------- | ------ |
| 1  | "New Beginnings"          | 27 de setembro de 2021  | 0.4                  | 3.99                   | 0.3         | 2.36                       | 0.7           | 6.35                         | [ 32 ] |
| 2  | "Piece of Cake"           | 4 de outubro de 2021    | 0.4                  | 3.73                   | 0.3         | 2.76                       | 0.7           | 6.50                         | [ 33 ] |
| 3  | "Measure of Intelligence" | 11 de outubro de 2021   | 0.4                  | 3.74                   | 0.4         | 3.07                       | 0.8           | 6.81                         | [ 34 ] |
| 4  | "Rationality"             | 25 de outubro de 2021   | 0.4                  | 4.10                   | 0.4         | 2.78                       | 0.8           | 6.88                         | [ 35 ] |
| 5  | "Crazytown"               | 1 de novembro de 2021   | 0.4                  | 3.64                   | 0.3         | 2.51                       | 0.7           | 6.15                         | [ 36 ] |
| 6  | "One Heart"               | 15 de novembro de 2021  | 0.4                  | 3.69                   | 0.4         | 3.38                       | 0.8           | 7.08                         | [ 37 ] |
| 7  | "Expired"                 | 22 de novembro de 2021  | 0.5                  | 4.22                   | 0.5         | 3.37                       | 1.0           | 7.59                         | [ 38 ] |
| 8  | "Rebellion"               | 28 de fevereiro de 2022 | 0.4                  | 3.44                   | 0.4         | 2.65                       | 0.7           | 6.09                         | [ 39 ] |
| 9  | "Yippee Ki-Yay"           | 7 de março de 2022      | 0.4                  | 3.48                   | 0.4         | 3.31                       | 0.8           | 6.79                         | [ 40 ] |
| 10 | "Cheat Day"               | 14 de março de 2022     | 0.4                  | 3.66                   | 0.4         | 3.49                       | 0.9           | 7.15                         | [ 41 ] |
| 11 | "The Family"              | 21 de março de 2022     | 0.4                  | 3.84                   | 0.4         | 3.40                       | 0.8           | 7.24                         | [ 42 ] |
| 12 | "Dry Spell"               | 28 de março de 2022     | 0.4                  | 3.86                   | 0.4         | 3.30                       | 0.9           | 7.16                         | [ 43 ] |
| 13 | "Growing Pains"           | 4 de abril de 2022      | 0.4                  | 3.66                   | 0.4         | 3.18                       | 0.7           | 6.87                         | [ 44 ] |
| 14 | "Potluck"                 | 11 de abril de 2022     | 0.4                  | 3.99                   | 0.3         | 3.17                       | 0.7           | 7.16                         | [ 45 ] |
| 15 | "My Way"                  | 18 de abril de 2022     | 0.4                  | 3.77                   | 0.4         | 3.32                       | 0.7           | 7.09                         | [ 46 ] |
| 16 | "The Shaun Show"          | 2 de maio de 2022       | 0.4                  | 3.68                   | —           | —                          | —             | —                            | —      |
| 17 | "The Lea Show"            | 9 de maio de 2022       | 0.4                  | 3.08                   | —           | —                          | —             | —                            | —      |
| 18 | "Sons"                    | 16 de maio de 2022      | 0.4                  | 3.45                   | —           | —                          | —             | —                            | —      |

Notas
1. 1 2 3 4 5  A audiência ao vivo+7 dias não estava disponível, portanto, a audiência ao vivo+3 dias foi usada.